# Psychoda alabangensis
Psychoda alabangensis är en tvåvingeart som beskrevs av Rosario 1936. Psychoda alabangensis ingår i släktet Psychoda och familjen fjärilsmyggor. Inga underarter finns listade i Catalogue of Life.